# Helena Suková
Helena Suková (Praga, 23 de febrero de 1965) es una jugadora checoslovaca de tenis ya retirada, cuya carrera profesional se extendió desde 1981 hasta 1998. Ganó dos medallas de plata en la modalidad de dobles formando dupla con su compatriota Jana Novotna.

## Biografía
Nacida en Praga, Checoslovaquia (en la actual República Checa) era hija de la extenista Vera Sukova y del entonces presidente de la federación de tenis checoslovaco Cyril Suk II. Su madre fue la primera entrenadora de ella y su hermano Cyril Suk III, con quien conquistaría varios torneos de Grand Slam en la modalidad de mixto. Se hizo profesional en 1981.
Llegó a ser la n.º 4 del mundo en individuales, modalidad en la que conquistó 10 torneos. Sin embargo, Helena Sukova destacó en la modalidad de dobles en donde llegó a ser n.º 1 del mundo, ganó 14 títulos de Grand Slam (incluidos los títulos en mixto), logrando un palmarés final de 69 torneos.
Campeona 4 veces de la Copa Fed jugando con Checoslovaquia. También conquistó la primera edición de la Copa Hopman en 1989 formando pareja con Miloslav Mecir.
Se retiró en 1998.

## Carrera

### Torneos de Grand Slam

#### Finalista en individuales (4)
| Año  | Torneo                    | Oponente en la final | Resultado     |
| 1984 | Abierto de Australia      | Chris Evert          | 7-6, 1-6, 3-6 |
| 1986 | Abierto de Estados Unidos | Martina Navratilova  | 3-6, 2-6      |
| 1989 | Abierto de Australia      | Steffi Graf          | 4-6, 4-6      |
| 1993 | Abierto de Estados Unidos | Steffi Graf          | 3-6, 3-6      |

#### Torneos en dobles (9)
| Año  | Campeonato                | Compañera               | Rivales                           | Resultado     |
| 1985 | Abierto de Estados Unidos | Claudia Kohde-Kilsch    | Martina Navratilova Pam Shriver   | 6-7,6-2,6-3   |
| 1987 | Wimbledon                 | Claudia Kohde-Kilsch    | Betsy Nagelsen Elizabeth Smylie   | 7-5, 7-5      |
| 1989 | Wimbledon                 | Jana Novotna            | Larisa Zvereva Natasha Zvereva    | 6-1, 6-2      |
| 1990 | Abierto de Australia      | Jana Novotna            | Patty Fendich Mary Joe Fernández  | 7-6, 7-6      |
| 1990 | Roland Garros             | Jana Novotna            | Larisa Neiland Natasha Zvereva    | 6-4, 7-5      |
| 1990 | Wimbledon                 | Jana Novotna            | Kathy Jordan Elizabeth Smylie     | 6-3, 6-4      |
| 1992 | Abierto de Australia      | Arantxa Sánchez Vicario | Mary Joe Fernández Zina Garrison  | 6-4, 7-6      |
| 1993 | Abierto de Estados Unidos | Arantxa Sánchez Vicario | Amanda Coetzer Inés Gorrochategui | 6-4, 6-2      |
| 1996 | Wimbledon                 | Martina Hingis          | Meredith McGrath Larisa Neiland   | 5-7, 7-5, 6-1 |

#### Finalista en dobles (5)
| Año  | Campeonato                | Compañera            | Rivales                            | Resultado     |
| 1984 | Abierto de Australia      | Claudia Kohde-Kilsch | Martina Navratilova Pam Shriver    | 3-6, 4-6      |
| 1985 | Roland Garros             | Claudia Kohde-Kilsch | Martina Navratilova Pam Shriver    | 6-4, 2-6, 2-6 |
| 1985 | Abierto de Australia      | Claudia Kohde-Kilsch | Martina Navratilova Pam Shriver    | 3-6, 4-6      |
| 1988 | Roland Garros             | Claudia Kohde-Kilsch | Martina Navratilova Pam Shriver    | 2-6. 5-7      |
| 1990 | Abierto de Estados Unidos | Jana Novotna         | Gigi Fernández Martina Navratilova | 2-6, 4-6      |

#### Torneos en dobles mixtos (5)
| Año  | Campeonato                | Compañero       | Rivales                            | Resultado     |
| 1991 | Roland Garros             | Cyril Suk       | Caroline Vis Paul Haarhuis         | 3-6, 6-4, 6-1 |
| 1993 | Abierto de Estados Unidos | Todd Woodbridge | Martina Navratilova Mark Woodforde | 6-3, 7-6      |
| 1994 | Wimbledon                 | Todd Woodbridge | Lori McNeil T.J. Middleton         | 3-6, 7-5, 6-3 |
| 1996 | Wimbledon                 | Cyril Suk       | Larisa Neiland Mark Woodforde      | 1-6, 6-3, 6-2 |
| 1997 | Wimbledon                 | Cyril Suk       | Larisa Neiland Andrei Olhovskiy    | 4-6, 6-3, 6-4 |

#### Finalista en dobles mixtos (3)
| Año  | Campeonato                | Compañero       | Rivales                         | Resultado     |
| 1992 | Abierto de Estados Unidos | Tom Nijssen     | Nicole Provis Mark Woodforde    | 6-4, 3-6, 3-6 |
| 1994 | Abierto de Australia      | Todd Woodbridge | Larisa Neiland Andrei Olhovskiy | 5-7, 7-6, 2-6 |
| 1998 | Abierto de Australia      | Cyril Suk       | Venus Williams Justin Gimelstob | 2-6, 1-6      |

### Copa Federación
- Campeona en 1983, 1984, 1985 y 1988.

### Copa Hopman
| Año  | Compañero      | Rivales                  | Resultado      |
| 1989 | Miloslav Mecir | Hana Mandlikova Pat Cash | 2 partidos a 0 |

## Torneos en individuales

### Títulos (10)
| Leyenda               |
| Grand Slams (0)       |
| WTA Championships (0) |
| Tier I (0)            |
| Tier II (0)           |
| Tier III (1)          |
| Tier IV & V (3)       |
| VS (6)                |

| Título por superficie |
| Cemento (4)           |
| Tierra (0)            |
| Hierba (2)            |
| Moqueta (4)           |

| N.º | Fecha                    | Torneo       | Superficie | Rival               | Resultado        |
| 1.  | 11 de enero de 1982      | Newport News | Moqueta    | Patricia Medrado    | 6–2, 6-7, 6–0    |
| 2.  | 12 de noviembre de 1984  | Brisbane     | Hierba     | Elizabeth Smylie    | 6-4, 6-4         |
| 3.  | 4 de agosto de 1986      | Montreal     | Cemento    | Pam Shriver         | 6-2, 7-5         |
| 4.  | 29 de septiembre de 1986 | Hilversum    | Moqueta    | Catherine Tanvier   | 6-2, 7-5         |
| 5.  | 29 de marzo de 1987      | Piscataway   | Moqueta    | Lori McNeil         | 6-0, 6-3         |
| 6.  | 15 de junio de 1987      | Eastbourne   | Hierba     | Martina Navratilova | 7-6 (5), 6-3     |
| 7.  | 8 de enero de 1989       | Brisbane     | Cemento    | Brenda Schultz      | 7-6 (6), 7-6 (6) |
| 8.  | 31 de diciembre de 1990  | Brisbane     | Cemento    | Akiko Kijimuta      | 6-3, 6-4         |
| 9.  | 3 de febrero de 1992     | Osaka        | Moqueta    | Laura Gildemeister  | 6-2, 4-6, 6-1    |
| 10. | 9 de noviembre de 1992   | Indianápolis | Cemento    | Linda Wild          | 6-4, 6-3         |